# 短梗木巴戟
短梗木巴戟（学名：Morinda persicifolia）为茜草科巴戟天属下的一个种。

## 扩展阅读
- 維基物種上的相關：短梗木巴戟